# آلگواسور
آلگواسور (نام علمی: Algoasaurus) نام یک گونه از راسته خزنده‌کفلان است.